# 拟小斑虎耳草
拟小斑虎耳草（学名：Saxifraga punctulatoides）为虎耳草科虎耳草属下的一个种。

## 扩展阅读
- 維基物種上的相關：拟小斑虎耳草